# Gervin
Pour les articles homonymes, voir Gervin (homonymie).
Gervin, fut abbé de Saint-Riquier au XIe siècle. Il est reconnu saint par l'Église catholique.

## Biographie

### Une jeunesse studieuse et dissipée
Gervin était originaire de Laon, fils de Guillence et de Romilde et avait deux sœurs. Il étudia à l'école épiscopale de Reims et mena une vie de plaisirs comme les autres écolâtres de sa génération. Mais faisant retour sur lui-même, il se tourna ensuite vers la vie religieuse et devint chanoine de Reims. À la mort de ses parents, il devint tuteur de ses sœurs, l'une Rotselline épousa Haymon un riche noble et l'autre devint religieuse. Gervin entra alors, dans l'ordre bénédictin à Verdun (abbaye Saint-Vanne) où il se fit apprécier de l'abbé Richard qui en fit son chapelain. Ils partirent tous deux en pèlerinage à Jérusalem. À leur retour, après avoir reçu le soutien du roi Henri Ier, Gervin fut élu abbé de Saint-Riquier, à l'instigation de l'abbé  Angelran qui cherchait un successeur.

### Abbé de Saint-Riquier
À la tête de l'abbaye de Saint-Riquier de 1045 à 1071, il y marqua de son empreinte la vie spirituelle, intellectuelle et matérielle des moines. Il fit bâtir de nouveaux édifices, notamment une très belle crypte qu'il consacra à la Vierge Marie. Il fit rechercher la dépouille d'Angilbert et à cette occasion on découvrit celle de son fils Nithard tous deux abbés laïcs de Saint-Riquier. Il fit déposer dans les quatre autels de la crypte des reliques rapportées de Terre sainte et d'autres saints. Il fit reconstruire en pierres les bâtiments de bois. Il enrichit la bibliothèque de l'abbaye de nombreux manuscrits grecs et latins.
Défiguré par la lèpre durant les quatre dernières années de sa vie, il continua de servir l'Église. Après sa mort, la lèpre aurait disparu de son visage.